# Etymologiae
Етимологије (лат. Etymologiae) или Порекла (лат. Orgines) је енциклопедија Исидора Севиљског. Према Браулију и Илдефонсу то је његово последње дело. За доба у ком је живео, ово дело је било од непроцењиве вредности. 